# Iúna (kommun)
Iúna är en kommun i Brasilien.   Den ligger i delstaten Espírito Santo, i den sydöstra delen av landet, 800 km sydost om huvudstaden Brasília. Antalet invånare är 27 340.
Följande samhällen finns i Iúna:
- Iúna

Omgivningarna runt Iúna är en mosaik av jordbruksmark och naturlig växtlighet. Runt Iúna är det ganska glesbefolkat, med 31 invånare per kvadratkilometer.